# Adenylatkinas

ATP

Adenylatkinas är ett enzym som bildar adenosintrifosfat (ATP) och adenosinmonofosfat (AMP) från adenosindifosfat (ADP). Nettoreaktionen är:
2 ADP ⇔ ATP + AMP
Detta utgör ett sätt från kroppen att hålla ATP-nivåerna höga under hög energiförbrukning.